# Lotte Müller (Schauspielerin)
Charlotte Auguste Agnes „Lotte“ Müller (* 17. Februar 1901 in Berlin; † 10. Oktober 1972 in Cook County, Illinois) war eine deutsche Schauspielerin, ein Kinderstar des frühen Stummfilms.

## Leben
Lotte Müller war eine Tochter des aus Stettin stammenden Schauspielers und Opernsängers Franz Müller (1862–1905) und seiner Ehefrau Elisabeth geb. Ostwald (1864–1928). Sie und ihre Schwester Hilde kamen bereits als Kleinkinder über ihre Eltern in Kontakt mit der Bühnen- und Filmwelt. Ab 1910 folgten zahllose Kinderrollen im frühen Stummfilm, oftmals an der Seite von Hilde. Lottes Partner vor der Kamera waren so arrivierte Schauspielergrößen wie Bruno Kastner, Alwin Neuß, Ernst Pittschau und immer wieder Henny Porten, deren Tochter Lotte zumeist verkörperte. In Die kleine Heldin spielte sie 1915 die Titelrolle.
Sie wanderte 1924 in die USA aus. Aus ihrer 1925 in Chicago mit dem gebürtigen Italiener Michael De Crescentis geschlossenen Ehe gingen zwei Töchter hervor.

## Filmografie
- 1910: Lenchens Geburtstag
- 1910: Ein Unglück in der Kinderstube
- 1911: Friedel, der Geiger
- 1911: Briefkasten an den lieben Gott
- 1911: Tragödie eines Streiks
- 1911: Des Künstlers Untergang
- 1912: Ein Lebenslied
- 1912: Um Haaresbreite
- 1912: Ein Lebenslied
- 1912: Maskierte Liebe
- 1912: Ein Blick in den Abgrund
- 1912: Des Pfarrers Töchterlein
- 1913: Kasperl-Lotte
- 1913: Zurückerobert
- 1913: Ihr guter Ruf
- 1915: Die kleine Heldin
- 1915: Die Beichte einer Verurteilten
- 1915: Ein echt deutscher Sieg
- 1916: Aus dem Buche des Lebens
- 1916: Die Stimme des Toten
- 1919: Der Weltmeister
- 1920: Da haste aber Glück gehabt
- 1920: Ich hätte nie gedacht, was man träumt in einer Nacht